# Marchin
Ne doit pas être confondu avec Marchin On.
Marchin (prononcé /maʁʃɛ̃/, en wallon Mårcin) est une commune francophone de Belgique située en Région wallonne dans la province de Liège. Marchin fait partie de l'arrondissement administratif de Huy.

## Toponymie
La première mention connue date de 965, sur la confirmation de la charte de donation, deux ans plus tôt, des localités Marchinis et Slies à l'église collégiale Saint-Martin de Liège par son fondateur, l'évêque de Liège Éracle.
La forme Marcines apparaît pour sa part dans un ancien inventaire (non daté) des biens de cette même collégiale.
On trouve ensuite les différentes graphies Marcins en 1222, Marcyn en 1301, Marchins en 1323, Marzine en 1510, Marchyn en 1526, Marchine en 1619, et Marsin en 1633.
Quant à la forme actuelle Marchin, sa première apparition avérée date de 1407.
Le toponyme trouverait son origine dans le mot Marcinus (« domaine de MARCUS ou MARCIUS »), le suffixe -inus marquant l'appartenance.

## Géographie

### Description de la commune
Bordé à l'est par le Hoyoux, rivière qui conflue avec la Meuse à Huy, Marchin épouse le relief du Condroz fait de tiges et de chavées dont certaines sont arrosées par la Vyle, le Triffoy et le Lileau, tous affluents du Hoyoux. L'altitude varie de 93 à 270 métres

### Sections de commune
La commune est composée des sections de Marchin et de Vyle-et-Tharoul situé plus au sud et comprenant les hameaux de Jamagne, Molu et Tharoul.
| # | Nom             | Superf. (km²) | Habitants (2020) | Habitants par km² | Code INS |
| - | --------------- | ------------- | ---------------- | ----------------- | -------- |
| 1 | Marchin         | 21,50         | 4.908            | 228               | 61039A   |
| 2 | Vyle-et-Tharoul | 7,11          | 499              | 70                | 61039B   |

Le toponyme Marchin est utilisé par deux villages distants d'environ 2,5 km :
- le premier appelé Grand-Marchin est en réalité le moins étendu et le moins peuplé mais le plus ancien (plusieurs fermettes construites en moellons de grès). Il s'est implanté sur un tige dominant au nord la vallée du Lileau et au sud celle du Triffoy ;
- quant à Marchin appelé aussi Marchin-Centre situé plus au nord, il se compose d'un important ensemble bâti partant de la rive gauche du Hoyoux et s'élevant progressivement sur le versant nord du Lileau en réunissant les hameaux ou lieux-dits du Fond du Fourneau, du Fourneau, des Dix Bonniers, de Belle-Maison et du Thier Boufflette. L'administration communale se trouve à Belle-Maison et l'athénée royal Prince Baudouin de Marchin est implanté au Fourneau.

### Communes limitrophes
|                          | Huy     |        |
| Ohey (Province de Namur) | Marchin | Modave |
|                          | Clavier |        |

## Démographie
Elle comptait, au 1er février 2024, 5 639 habitants (2 793 hommes et 2 846 femmes) , soit une densité de 186,97 habitants/km² pour une superficie de 30,16 km².

### Démographie: Avant la fusion des communes
- Source: DGS recensements population

### Démographie: Commune fusionnée
En tenant compte des anciennes communes entraînées dans la fusion de communes de 1977, on peut dresser l'évolution suivante :
Les chiffres des années 1831 à 1970 tiennent compte des chiffres des anciennes communes fusionnées.
- Source: DGS , de 1831 à 1981=recensements population; à partir de 1990 = nombre d'habitants chaque 1 janvier[11]

## Héraldique

### Armoiries
|  | Blasonnement : D'argent au barbeau de gueules posé en pal, l'écu sommé d'une couronne à trois fleurons séparés par deux groupes de trois perles. - Délibération communale : 29/12/1962 - Arrêté royal : 23/10/1965 - Moniteur belge : 13/5/1966 |

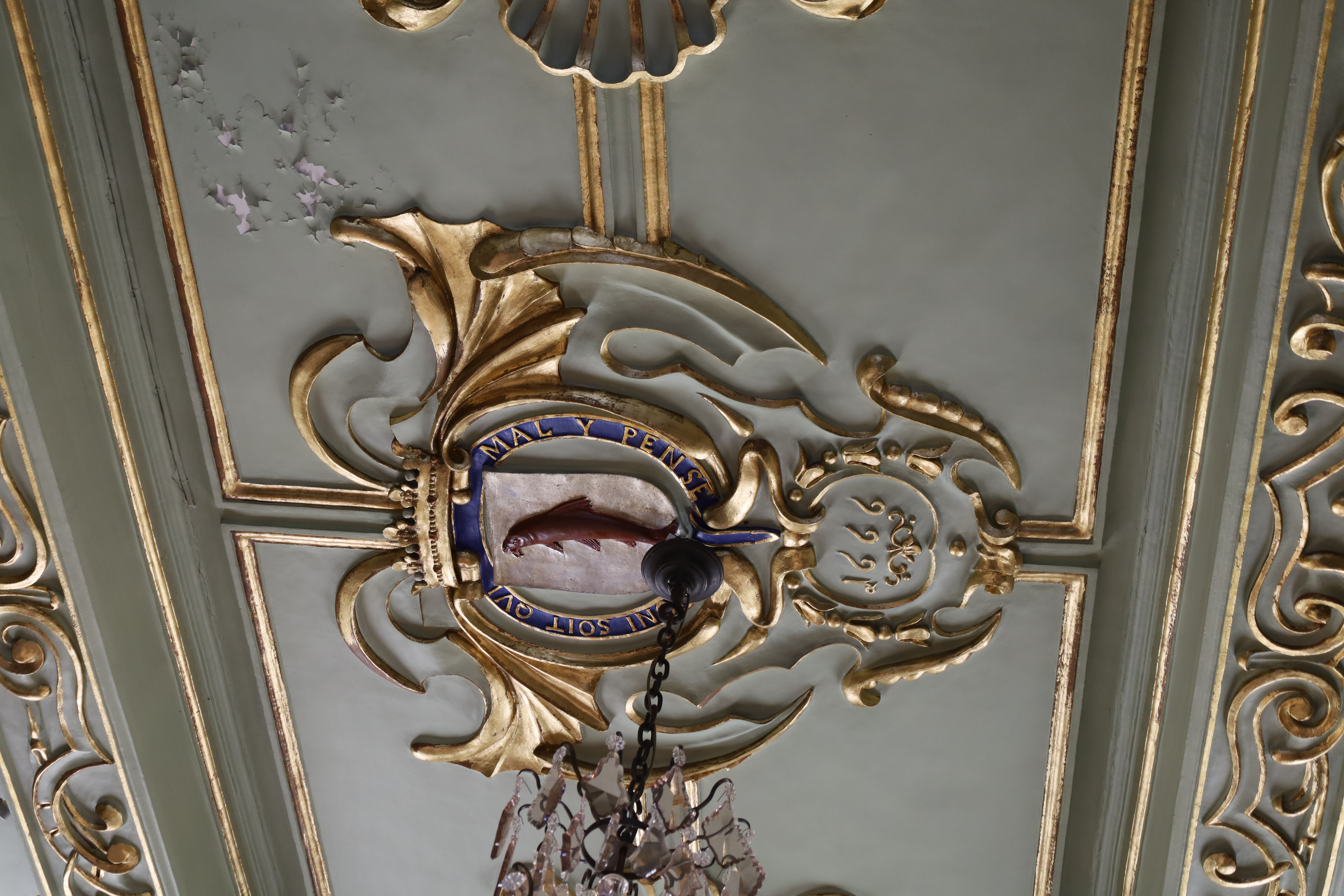
Armoiries des Comtes de Marchin au Château de Modave.

Les armoiries de Marchin se blasonnent ainsi : d'argent au barbeau de gueules posé en pal, l'écu sommé d'une couronne à trois fleurons séparés par deux groupes de trois perles.
Elles ont été concédées à la commune le 23 octobre 1965, par Arrêté royal, à la suite de la demande du Conseil communal du 29 décembre 1962, qui souhaitait adopter le blason des Comtes de Marchin. Les armes de Jean-Gaspard Ferdinand de Marchin et Ferdinand de Marchin (ou Marsin), seigneurs de Modave étaient en effet « d'argent à un barbeau de gueule [sic], peri en pal ».
La fusion des communes de 1977 n'autorisant pas les nouvelles entités à utiliser les emblèmes des anciennes communes, la concession des armoiries a été renouvelée par Arrêté royal le 24 avril 1980.
La couronne de Comte à trois fleurons séparés par deux groupes de trois perles est la forme usitée notamment dans les Pays-Bas autrichiens.

### Drapeau
Le drapeau communal (inusité) est formé de trois laizes transversales, rouge, blanche et rouge (1, 2, 1), la blanche chargée d'un barbeau rouge posé dans l'axe transversal.

## Politique et administration

### Conseil et collège communal 2024-2030
| Collège communal   |                      |            |
| ------------------ | -------------------- | ---------- |
| Bourgmestre        | Adrien Carlozzi      | PS - PS IC |
| 1er Échevin        | Éric Lomba           | PS - PS IC |
| 2e Échevine        | Justine Robert       | PS IC      |
| 3e Échevine        | Anne Ferir           | PS IC      |
| 4e Échevin         | Valentin Angelicchio | PS IC      |
| Présidente du CPAS | Gaëtane Donjean      | PS - PS IC |

### Liste des bourgmestres
| Mandat                       | Bourgmestre                     | Parti                           |
| ---------------------------- | ------------------------------- | ------------------------------- |
| Empire français              |                                 |                                 |
| 1804-1810                    | ?                               | ?                               |
| 1810-1815                    | Jean Joseph Lambotte            | Jean Joseph Lambotte            |
| Royaume uni des Pays-Bas     |                                 |                                 |
| 1815-1823                    | Jean Joseph Lambotte            | Jean Joseph Lambotte            |
| 1824                         | ?                               | ?                               |
| 1825-1829                    | Jean Joseph Réginald (de) Namur | Jean Joseph Réginald (de) Namur |
| Indépendance de la Belgique  |                                 |                                 |
| 1830-1836                    | François Courtoy                | François Courtoy                |
| 1836-1842                    | Henri Monty                     | Henri Monty                     |
| 1842-1847                    | Victor de Robiano (Comte)       | Victor de Robiano (Comte)       |
| 1847-1848                    | Jean-Jacques Franchimont (f.f.) | Jean-Jacques Franchimont (f.f.) |
| 1848-1849                    | Eloi-Joseph Huskin              | Eloi-Joseph Huskin              |
| 1850-1860                    | Noël Havelange                  | Noël Havelange                  |
| 1861-1885                    | Jean-Jacques Franchimont        | Jean-Jacques Franchimont        |
| 1885-1891                    | Ferdinand Lamy                  | Ferdinand Lamy                  |
| 1891-1895                    | Joseph Havelange                | Joseph Havelange                |
| 1895-1903                    | Ferdinand Lamy                  | Ferdinand Lamy                  |
| 1903-1908                    | Alfred Lion (f.f.)              | Alfred Lion (f.f.)              |
| 1908-1921                    | Alfred Mahaux                   | Alfred Mahaux                   |
| 1921-1929                    | Alfred Lion (nl)                | POB                             |
| 1929-1958                    | Armand Bellery                  | POB-PSB                         |
| 1959-1969                    | Joseph Stassart                 | PSB                             |
| 1969-1976                    | Gaston Hody                     | PSB                             |
| Après la fusion des communes |                                 |                                 |
| 1977-1996                    | Pierre Burton                   | PSB-PS                          |
| 1997-2001                    | Francis Leroy                   | PS                              |
| 2001-2020                    | Eric Lomba                      | PS                              |
| 2020-2022                    | Marianne Compère                | PS                              |
| depuis le 11 janvier 2022    | Adrien Carlozzi                 | PS                              |

### Jumelages
La commune de Marchin est jumelée avec :
- Senones (France) depuis 1962 ;
- Vico del Gargano (Italie) depuis 1996 ;
- Vernio (Italie) depuis 2006 ;
- Mel (Italie) depuis 2016 ;

- Jettingen (Allemagne) depuis 2024.

## Patrimoine et culture

### Patrimoine architectural
À Grand-Marchin, l'église Notre-Dame possède un clocher tors, celui-ci s'étant tordu au cours des siècles. La foudre l'ayant complètement détruit, il a été reconstruit volontairement tors en 2005. L'édifice est classé depuis 1933.

Voir aussi la liste du patrimoine immobilier classé de Marchin.

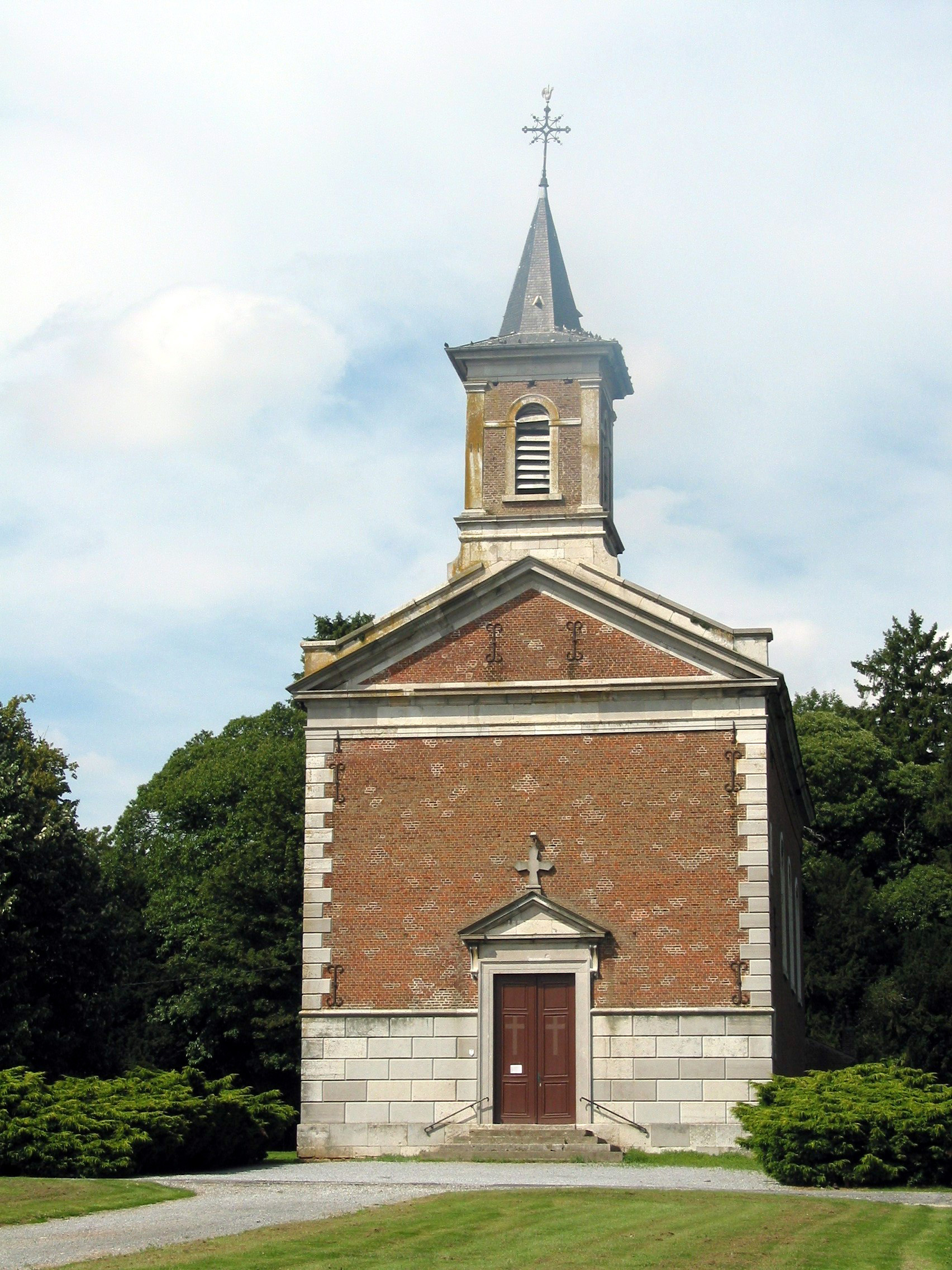
L'église Saint-Hubert de Belle-Maison.
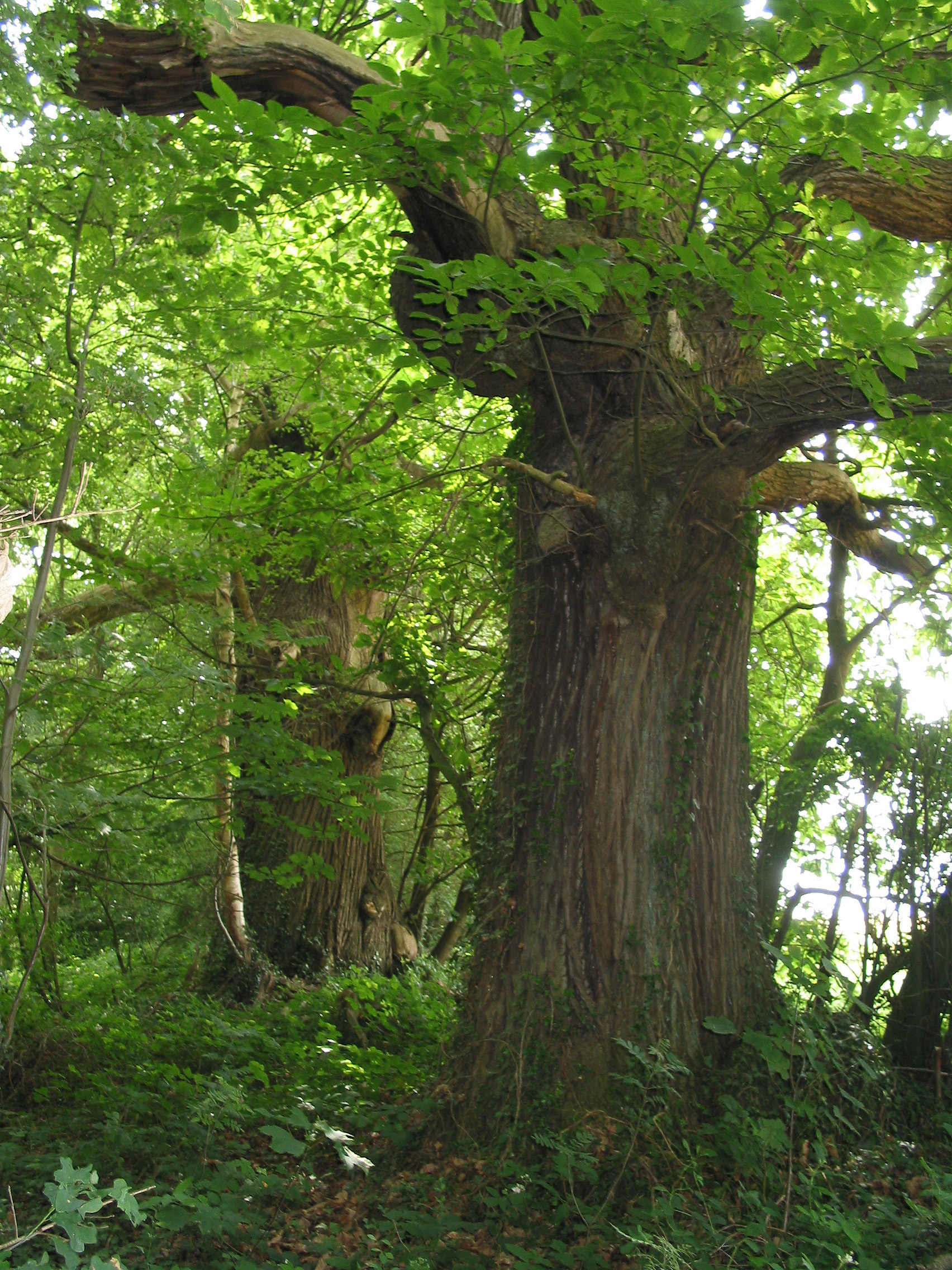
L'alignement de châtaigniers multiséculaires.
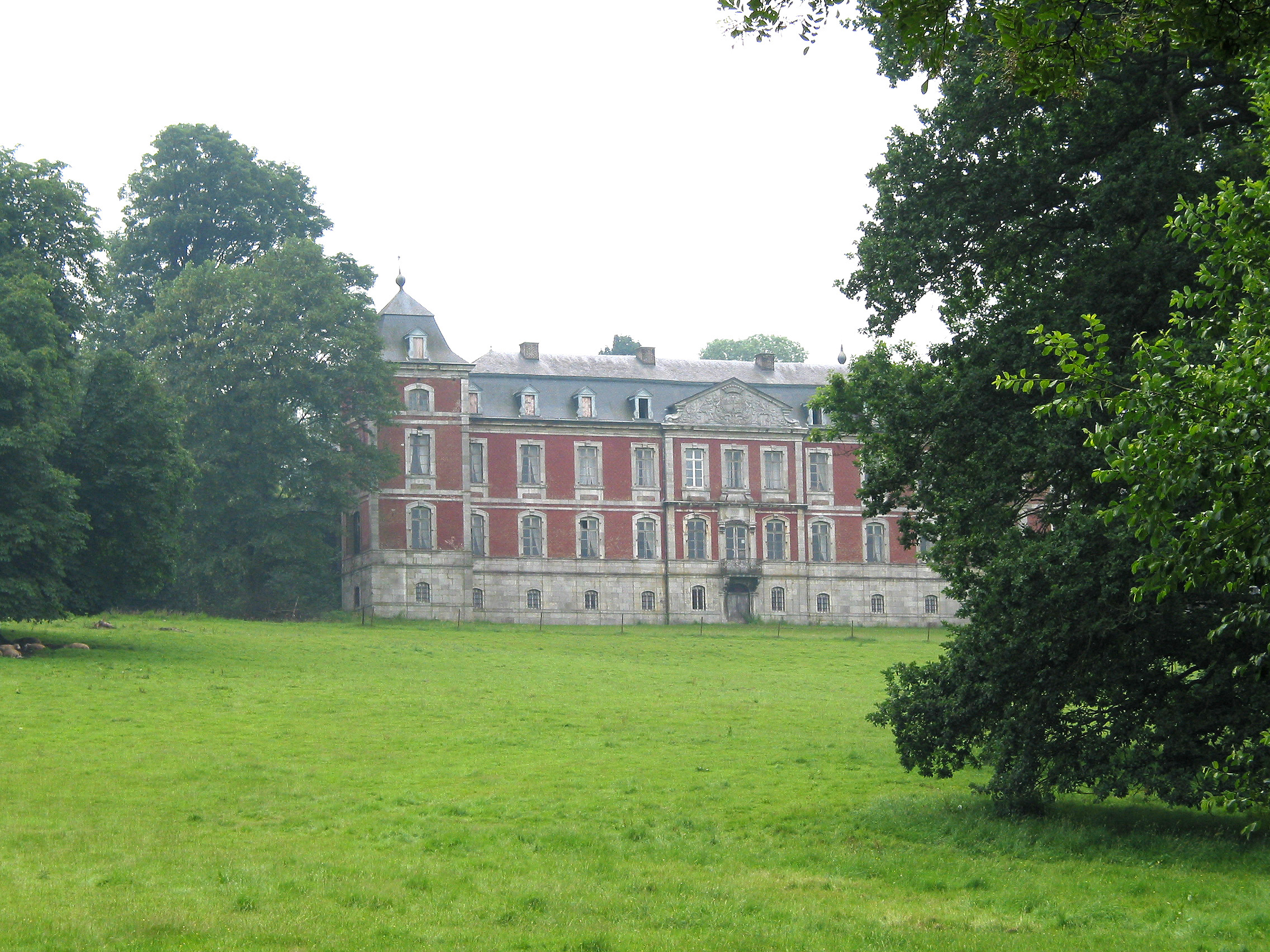
Le château « Belle-Maison » (XVIIIe siècle).
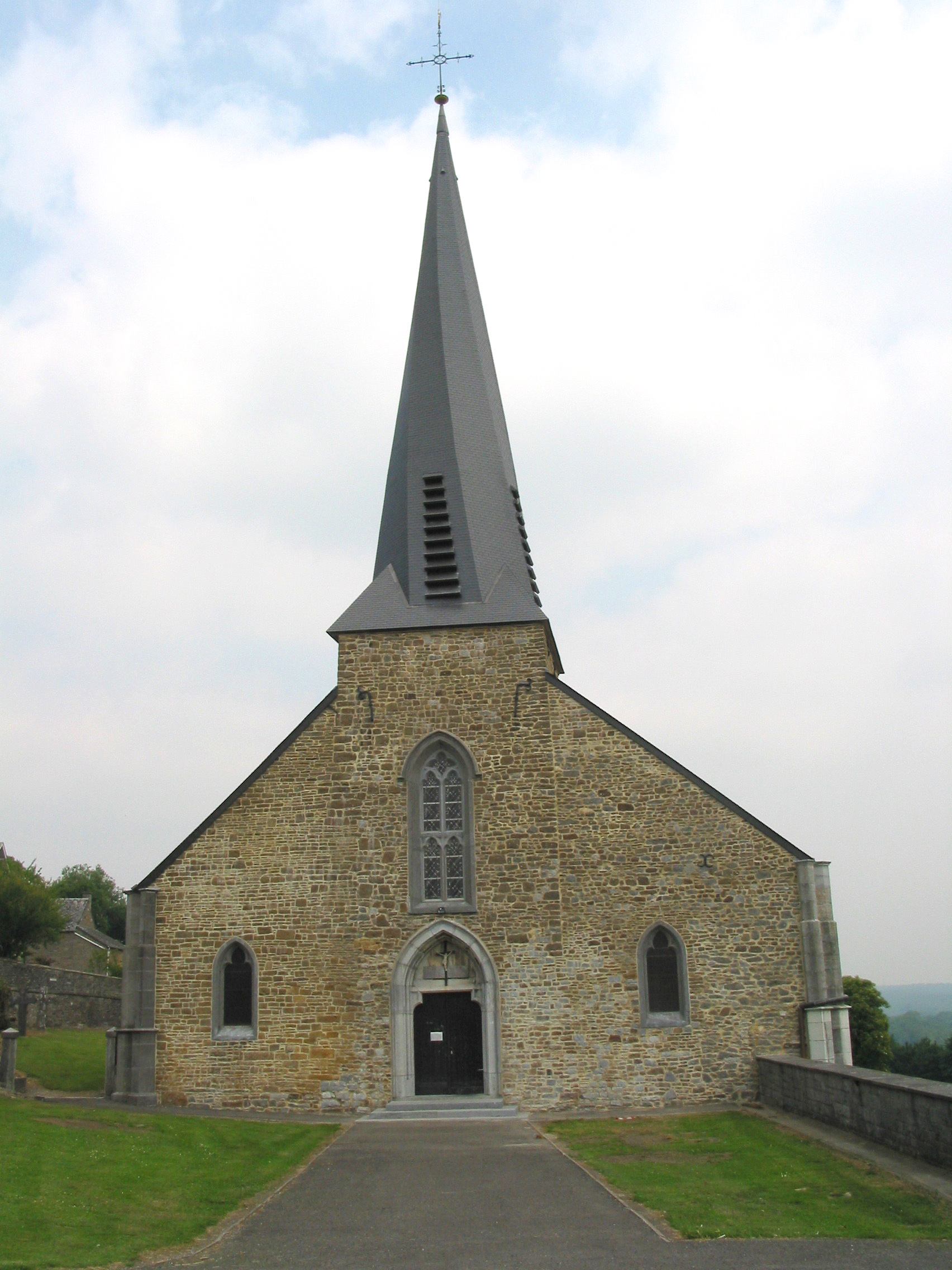
L'église Notre-Dame de Grand-Marchin.
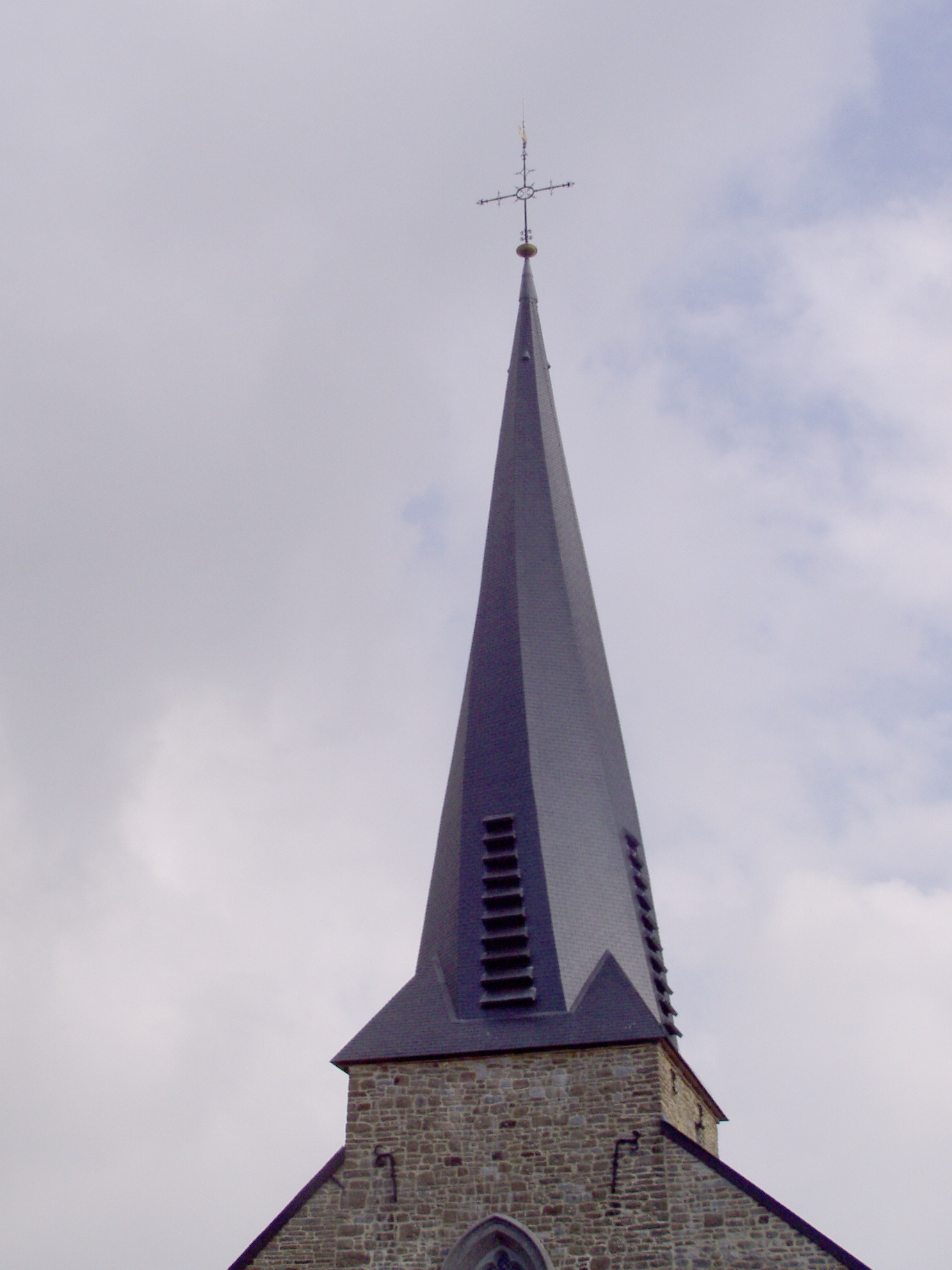
Le clocher tors de l'église de Grand-Marchin.

## Économie
L'activité industrielle y est représentée par les tôleries, faisant partie du groupe ArcelorMittal. Ces usines sont implantées aux Forges le long du Hoyoux à la limite de la commune en direction de Huy.

## Sports et vie associative

### Sports
- Volley Club Ribambelle Marchin (volley-ball).
- Judo club Ippon Marchin